# Leptoneta comasi
Leptoneta comasi là một loài nhện trong họ Leptonetidae.
Loài này thuộc chi Leptoneta. Leptoneta comasi được miêu tả năm 1978 bởi Ribera.